# Mistrzostwa Polski w kolarstwie torowym – wyścig punktowy mężczyzn
Mistrzostwa Polski w kolarstwie torowym w konkurencji wyścigu punktowego (długodystansowego) odbywają się od 1930, początkowo zwykle dystansie 50 kilometrów (w 1962, 1995, 2009 i od 2014 na dystansie 40 km, w 2013 na dystansie 30 km).

## Medaliści
| Rok  | Złoto                  | Srebro                 | Brąz                  |
| 1930 | Artur Schmidt          | Kazimierz Włodarczyk   | Czesław Bryszke       |
| 1931 | Eugeniusz Michalak     | Kazimierz Włodarczyk   | ?                     |
| 1932 | Stefan Popończyk       | Aleksy Paul            | Henryk Klatt          |
| 1933 | Kazimierz Włodarczyk   | Stefan Popończyk       | Wiktor Olecki         |
| 1934 | Kazimierz Włodarczyk   | Wacław Fajge           | Mieczysław Moczulski  |
| 1935 | Bolesław Napierała     | Ryszard Stahl          | Eugeniusz Michalak    |
| 1936 | Stefan Popończyk       | Bolesław Napierała     | Wacław Starzyński     |
| 1937 | Mieczysław Moczulski   | Bolesław Napierała     | Adam Lazar            |
| 1938 | Władysław Wandor       | Leon Dąbrowiecki       | Ludwik Święszek       |
| 1946 | Jerzy Bek              | Tadeusz Gabrych        | Lucjan Pietraszewski  |
| 1947 | Jerzy Bek              | Lucjan Pietraszewski   | Teofil Sałyga         |
| 1948 | Jerzy Bek              | Józef Kapiak           | Jerzy Liszkiewicz     |
| 1949 | Tadeusz Gabrych        | Bolesław Napierała     | Jan Janicki           |
| 1950 | Aleksander Marchwiński | Stefan Borucz          | Tadeusz Gabrych       |
| 1951 | Władysław Klabiński    | Tadeusz Waliszewski    | Teofil Sałyga         |
| 1952 | Jerzy Bek              | Zbigniew Borowski      | Dominik Jurek         |
| 1953 | Józef Grundmann        | Aleksander Marchwiński | Jerzy Bek             |
| 1954 | Józef Grundmann        | Jerzy Bek              | Józef Kupczak         |
| 1955 | Lucjan Skąpski         | Marian Czabajski       | Andrzej Tracz         |
| 1956 | Jerzy Bek              | Krzysztof Jamroz       | Ireneusz Muszalski    |
| 1957 | Jerzy Jankowski        | Krzysztof Jamroz       | Stefan Borucz         |
| 1958 | Stefan Borucz          | Mieczysław Ulik        | Ryszard Piechota      |
| 1959 | Lucjan Józefowicz      | Stefan Borucz          | Jerzy Boliński        |
| 1960 | Jerzy Linde            | Waldemar Mosbauer      | Jerzy Boliński        |
| 1961 | Jan Kudra              | Jerzy Linde            | Jan Ścibiorek         |
| 1962 | Roman Chtiej           | Jan Chtiej             | Tadeusz Zadrożny      |
| 1963 | Ryszard Szałapski      | Jan Kudra              | Tadeusz Zadrożny      |
| 1964 | Wacław Latocha         | Ryszard Szałapski      | Manfred Sztumpf       |
| 1965 | Wacław Latocha         | Julian Bińczyk         | Tadeusz Zadrożny      |
| 1966 | Rajmund Zieliński      | Kazimierz Faligowski   | Jerzy Linde           |
| 1967 | Jan Kudra              | Rajmund Zieliński      | Kazimierz Faligowski  |
| 1968 | Rajmund Zieliński      | Jan Kudra              | Wojciech Matusiak     |
| 1969 | Wojciech Matusiak      | Marek Mianowski        | Władysław Kierczyński |
| 1970 | Wojciech Matusiak      | Ryszard Tłokiński      | Jerzy Głowacki        |
| 1971 | Paweł Kaczorowski      | Sławomir Rubin         | Bernard Kręczyński    |
| 1972 | Paweł Kaczorowski      | Sławomir Rubin         | Bernard Kręczyński    |
| 1973 | Paweł Kaczorowski      | Zbigniew Szczepkowski  | Jerzy Głowacki        |
| 1974 | Juliusz Firkowski      | Marian Salamon         | Zbigniew Szczepkowski |
| 1975 | Marian Salamon         | Paweł Kaczorowski      | Andrzej Firląg        |
| 1976 | Zbigniew Szczepkowski  | Kazimierz Wąsaty       | Jerzy Bogdański       |
| 1977 | Paweł Kaczorowski      | Jerzy Siarnecki        | Marek Szymaniak       |
| 1978 | Lechosław Michalak     | Jan Jankiewicz         | Zbigniew Woźnicki     |
| 1979 | Lechosław Michalak     | Zbigniew Szczepkowski  | Marek Kulesza         |
| 1980 | Marek Szymaniak        | Zbigniew Szczepkowski  | Marek Kulesza         |
| 1981 | Czesław Lang           | Tomasz Zwoliński       | Zbigniew Szczepkowski |
| 1982 | Lechosław Michalak     | Andrzej Serediuk       | Krzysztof Kurzawiński |
| 1983 | Wojciech Rudowicz      | Zbigniew Szczepkowski  | Adam Zagajewski       |
| 1984 | Leszek Stępniewski     | Lech Piasecki          | Jarosław Szczepkowski |
| 1985 | Jarosław Szczepkowski  | Zbigniew Ludwiniak     | Waldemar Wójcik       |
| 1986 | Roman Owczarek         | Grzegorz Zieliński     | Waldemar Wójcik       |
| 1987 | Zbigniew Spruch        | Waldemar Wójcik        | Paweł Kowalski        |
| 1988 | Leszek Pociech         | Grzegorz Korczyński    | Wojciech Pawlak       |
| 1989 | Wojciech Pawlak        | Krzysztof Ciechanowski | Zbigniew Spruch       |
| 1990 | Wojciech Pawlak        | Andrzej Sieradzki      | Sławomir Lipiński     |
| 1991 | Ireneusz Matusiak      | Grzegorz Fijałkowski   | Henryk Kołaczek       |
| 1992 | Sławomir Gajek         | Henryk Kołaczek        | Wojciech Pawlak       |
| 1993 | Sławomir Gajek         | Wojciech Pawlak        | Jacek Hałuszko        |
| 1994 | Piotr Zaradny          | Adam Gągała            | Rafał Jaworski        |
| 1995 | Ryszard Dawidowicz     | Jarosław Rębiewski     | Artur Krasiński       |
| 1996 | Piotr Zaradny          | Grzegorz Krejner       | Tomasz Lisowicz       |
| 1997 | Wojciech Pawlak        | Jarosław Rębiewski     | Sławomir Pasterski    |
| 1998 | Marek Tylski           | Jarosław Rębiewski     | Grzegorz Mroziński    |
| 1999 | Grzegorz Mroziński     | Marek Wesoły           | Zbigniew Wyrzykowski  |
| 2000 | Jarosław Rębiewski     | Szymon Kurdynowski     | Sebastian Jezierski   |
| 2001 | Wojciech Dybel         | Sebastian Jezierski    | Robert Karśnicki      |
| 2002 | Marcin Mientki         | Wojciech Dybel         | Piotr Kupczanko       |
| 2003 | Paweł Bronz            | Adam Krajewski         | Mateusz Taciak        |
| 2004 | Wojciech Ziółkowski    | Bartosz Pajor          | Adrian Kuczyński      |
| 2005 | Michał Kurpik          | Robert Tułacz          | Bartosz Pajor         |
| 2006 | Marcin Wolski          | Mateusz Czapla         | Mateusz Jędrzejczyk   |
| 2007 | Rafał Ratajczyk        | Piotr Lis              | Mateusz Jędrzejczyk   |
| 2008 | Michał Kwiatkowski     | Piotr Kasperkiewicz    | Piotr Chatłas         |
| 2009 | Łukasz Bujko           | Rafał Ratajczyk        | Piotr Kasperkiewicz   |
| 2010 | Dawid Głowacki         | Mateusz Nowak          | Adam Stachowiak       |
| 2011 | Dawid Głowacki         | Bartłomiej Matysiak    | Wojciech Pszczolarski |
| 2012 | Adrian Tekliński       | Mateusz Nowak          | Mateusz Nowaczek      |
| 2013 | Wojciech Pszczolarski  | Adam Stachowiak        | Michał Michciński     |
| 2014 | Mateusz Nowaczek       | Borys Korczyński       | Adrian Kurek          |
| 2015 | Adrian Tekliński       | Dawid Czubak           | Michał Rzeźnicki      |
| 2016 | Alan Banaszek          | Michał Rzeźnicki       | Patryk Soliński       |
| 2017 | Szymon Sajnok          | Szymon Krawczyk        | Alan Banaszek         |
| 2018 | Szymon Krawczyk        | Bartosz Rudyk          | Daniel Staniszewski   |
| 2019 | Alan Banaszek          | Wojciech Pszczolarski  | Filip Prokopyszyn     |
| 2020 | Alan Banaszek          | Daniel Staniszewski    | Tobiasz Pawlak        |
| 2021 | Alan Banaszek          | Daniel Staniszewski    | Julian Kot            |
| 2022 | Wojciech Pszczolarski  | Radosław Frątczak      | Damian Sławek         |
| 2023 | Konrad Waliniak        | Wojciech Pszczolarski  | Damian Sławek         |
| 2024 | Wojciech Pszczolarski  | Konrad Waliniak        | Maksymilian Radosz    |